# Rothsay (Minnesota)
Pour les articles homonymes, voir Rothsay.
Rothsay est une ville américaine située dans les comtés d'Otter Tail et de Wilkin, dans le Minnesota. Selon le recensement de 2010, sa population est de 493 habitants.

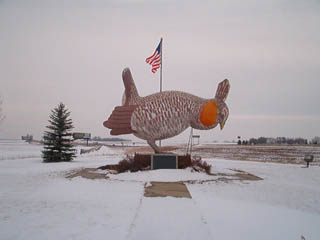
Statue de poulet des prairies Rothsay